# Fortificació

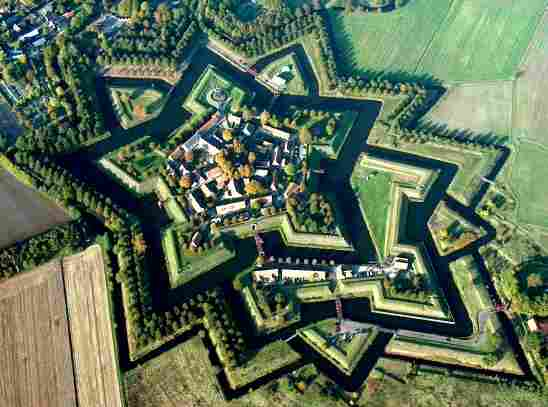
Fortalesa guarnida de baluards i revellins de Bourtange, província de Groningen, Països Baixos. Restaurat al seu estat de 1750

La fortificació és la pràctica d'incrementar la capacitat defensiva d'un lloc per mitjà d'obres de protecció, tant simples com una barricada o parapet o tan elaborades com una ciutadella. Per extensió s'anomena fortificació a l'edificació militar construïda per servir com a defensa militar a la guerra. El terme prové del llatí fortis (fort) i facere (fer). La necessitat de fortificar, de crear defenses per a protegir-se de possibles atacs de l'enemic és tan antiga com la mateixa existència humana. Els diferents tipus de fortificació han rebut diferents denominacions, algunes amb significats pràcticament sinònims.
Les fortificacions poden ser de tipus temporal o permanent. Les temporals són proteccions construïdes de forma ràpida, amb materials poc elaborats i fàcils d'obtenir i amb l'objectiu de guarir-se de la visió i, parcialment, del foc enemic. Alguns exemples són les palissades o les barricades. Les fortificacions de tipus permanent tenen per objecte construir un espai que garanteixi la protecció de les persones i instal·lacions que hi hagi al seu interior. Estan fetes amb materials més elaborats i resistents com la pedra, formigó, acer o totxo.
La mida diferent o funcionalitat dona diferents noms a aquests espais protegits. Moltes instal·lacions militars són conegudes com a fortes, encara que no sempre estiguin fortificades. Els forts de grans dimensions poden ser classificats com una fortalesa, els mitjans com forts i els més petits com fortins.

## Tractats
Des de temps molt antics hi ha obres especialitzades en el tema de la fortificació. Una llista representativa pot consultar-se a continuació, ordenada cronològicament.
- 362 aC. Enees Tàctic. Commentarius Poliorceticus.[1]
- Abans del 320 aC. L'Art de la Guerra. Sunzi.[2]
- 167-149 aC. Polibi.[3][4]
- c 110 dC. Liber de munitionibus castrorum. Hyginus Gromaticus.[5]
- 130 dC. Poliorcetica. Apol·lodor de Damasc.[6]
- 163 dC. Poliè el Macedoni. Stratagems of War.[7][8]
- 390 dC. Vegeci explicà la fortificació dels campaments militars romans (en llatí plural castra)[9]

### Any 1000
- 1392. Francesc Eiximenis en el Dotzè del Crestià va tractar de setges i fortificacions. (Vegeu Cronologia, més avall).

### Any 1500
- c 1500. Trattato di architettura civile e militare.  Francesco di Giorgio Martini.[10]
- 1504. Tactica Pii de re militari. Johannes Baptista Pio.[11]
- 1521. Libro dell'arte della guerra.  Niccolò Machiavelli.[12]
- 1532. Antonio da Sangallo el Jove fou un dels grans arquitectes militars del seu temps. Una de les seves obres fou la ciutadella d'Ancona, fortificada amb bastions.[13]
- 1552. Peri strategikon taxeon hellenikon. De militaribus ordinibus instituendis more Graecorum. Elià Tàctic.[14][15]
- 1556. Delle fortificationi. Bonaiuto Lorini.[16]
- 1567. Discours de la religion des anciens Romains, de la Castrametation et discipline militaire d'iceux. Guillaume Du-Choul.[17]
- 1582. Architettura militare. Antonio Lupicini.[18]
- 1584. Della Fortificatione delle citta. Girolamo Maggi, Iacomo Castriotto.[19]
- 1595. Justus Lipsius. De militia romana libri quinque, commentarius ad Polybium.[20]

### Any 1600
- 1600. Cataneus de arte bellica.[21]
- 1618. La castrametation, descrite par Symon Stevin de Bruges.[22]
- 1619. L'Architettura militare. Gabriello Busca.[23]
- 1627. Fortification ou Architecture militaire tant offensive que deffensive. Samuel Marolois.[24]
- 1629. Les fortifications du cheualier Antoine de Ville, contenans la manier de fortifier toute sorte de places. Antoine de Ville.[25]
- 1629. Le sommaire de la manière de fortifier les places tant regulières qu'irregulières, receüe et practiquée tant ès Païs-Bas que parmy les guerres et les armées de nostre temps, reduite en art et en practique conforme aux maximes fondées sur longues et diverses experiences. Manuscrit 1062 de la biblioteca Sainte-Geneviève. No sembla que fos publicat.
- 1630. La fortificatione, guardia, difesa, et espugnatione delle fortezze. Francesco Tensini.[26]
- 1635. L'architecture militaire ou la fortification nouvelle. Adam Freitag.[27]
- 1645. La nouvelle fortification de Nicolas Goldman.[28]
- 1651. Academia de fortificacion de plazas, y nuevo modo de fortificar una plaza real. Diego Enríquez de Villegas.[29]
- 1661. La militare architettura, ouero fortificatione moderna. Pietro Ruggiero Farnese.[30]
- 1665. L'Art universel des fortifications francoises, hollandoises, espagnoles, italianes. Jean Du Breuil.[31]
- 1666. Polymathia, sive variæ antiquæ eruditionis libri sex. J. Laurentii.[32]
- 1669. Epitome de la fortificacion moderna. Alonso Zepeda y Adrada.[33]
- 1677. Rudimentos geometricos y militares. Sebastián Fernandez de Medrano.[34]
- 1678. Fortificazione a rovescio. Donato Rossetti.[35]

Secció que indica el sistema de fortificació de Vauban..

- 1685. Le Directeur général des fortifications. Sébastien Le Prestre Vauban.[36]
- 1689. Curiosiora et selectiora variarum scientiarum miscellanea. DISSERTATIO NONA: POLEMICA. Márton Szentiványi (Martino Szent-Jvanyi).[37]
  - L'obra anterior tracta de diversos temes militars. També sobre les portes de fortificació.
- 1693. Veteres mathematici.[38]
  - Aquesta obra recull diversos tractats antics (de Filó de Bizanci, Apolodor, Heró d'Alexandria…) traduïts al llatí.
- 1693. The New Method of Fortification, as Practised by Vauban. A. Swall.[39]

### Any 1700
- 1700. El architecto perfecto en el arte militar. Sebastián Fernández de Medrano.[40]
- 1705. Escuela militar de fortificación ofensiva y defensiva. José Cassani.[41]
- 1727. Compendio mathematico en que se contienen todas las materias mas principales de las ciencias que tratan de la cantidad. Tomàs Vicent Tosca i Mascó.[42]
- 1748. Essai sur la castrametation ou sur la mesure et le trace des camps. Guillaume Le Blond.[43]
- 1758. Mémoires Militaires Sur Les Grecs Et Les Romains. Karl Theophil Guichard.[44]
- 1772. Principios de Fortificación. Pedro de Lucuce.[45]
- 1777. Analisi ed esame ragionato dell'arte della fortificazione e difesa delle piazze, etc. Carlo BORGO.[46]
- 1778. An Essay on Castrametation. Lewis Lochée.[47]
- 1779. Dell'architettura militare. Ignazio Bozzolino.[48][49]
- 1784. Art militaire. Louis Félix Guinement Keralio.[50]
- 1798. Essai général de fortification et d'attaque et defense des places. Henri Jean Baptiste Bousmard.[51]
- 1818. Aeneae Tactici Commentarivs de toleranda obsidione Graeces. Aeneas (Tacticus).[52]
- 1854. Essai sur l'architecture militaire au môyen âge. Eugène-Emmanuel Viollet-le-Duc.[53]
- 1859. The military architecture of the Middle ages. George Thomas Robinson.[54]
- 1868. Guerra de los Estados Unidos : estudios sobre artillería, fortificación y marina militar. José Olañeta[55]
- 1910. Crusader Castles. Thomas Edward Lawrence.[56]

## Cronologia

Mapa de situació del Vallum Romanum, amb els murs d'Antoní i Adrià

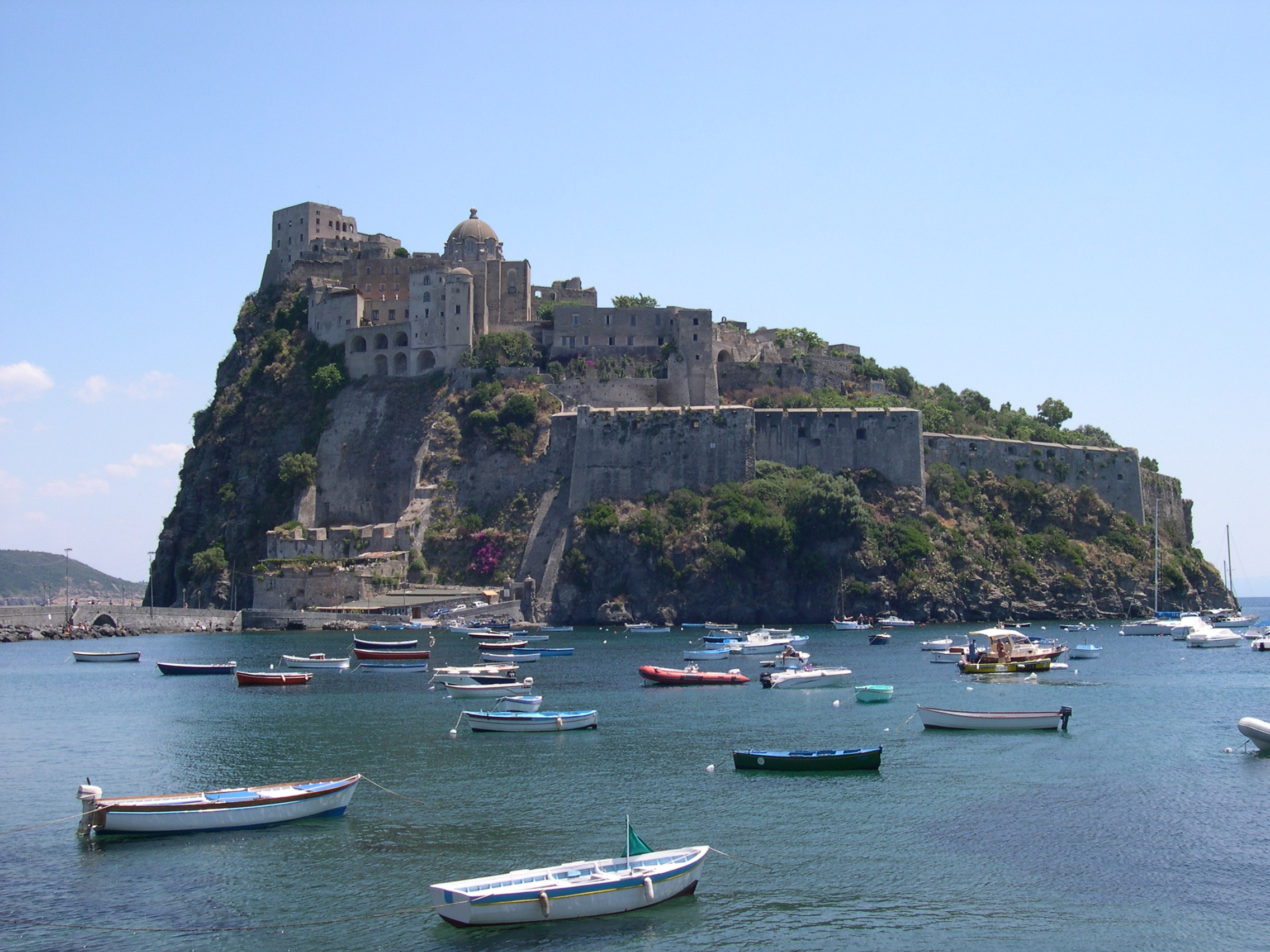
Castell d'Ischia. Anomenat "castello aragonese".

Alguns fets històrics notables estan relacionats amb les fortificacions. Una llista cronològica representativa d'aquesta mena d'esdeveniments pot ajudar a situar l'abast del tema.

### Abans de l'Era cristiana
- c 700 aC. Sennàquerib amplia la ciutat i les muralles de Babilònia.
- 480 aC. Muralla d'Hexamilion.[57][58]
- 404 aC. Els espartans feren enderrocar les muralles de la derrotada Atenes.
  - Muralla llarga d'Atenes.
- 362 aC. Enees Tàctic. Commentarius Poliorceticus.[59]
- 332 aC. Setge de Tir.
- c220 aC.Poliorcetica. Filó de Bizanci. A. de Rochas d'Aiglun: Traité de Fortification, d'Attaque et de Défense des Places par Philon de Bysance. Paris, 1872.[38]
- 218 aC. Destrucció de Saguntum
- 133 aC. Destrucció de Numància (Hispània)

### Era Cristiana
- 73. Setge de Masada
- 122. Mur d'Adrià
- 142.  Mur d'Antoní

- Segle II dC. Al segle ii, Barcelona fou emmurallada per ordre de Claudi. L'obra de la construcció de la muralla romana de Barcelona va anar a càrrec de Caius Coelius, segons diu una llosa trobada a Montjuïc al segle xix.
- Segle IV dC. Al segle iv les muralles de Barcelona van ser reformades augmentant el seu gruix i alçada, i incorporant entre 75 i 78 torres de defensa. Aquestes muralles foren operatives durant uns mil anys fins a l'ampliació de Jaume I. Vegeu Muralla romana de Barcelona.
- 627. Batalla del Fossat.

### Any 1000
- 1078. Torre de Londres
- 1212. Batalla de Las Navas de Tolosa. La tenda de Muhàmmad an-Nàssir estava protegida amb cadenes.
- El 31 de desembre de 1229 els cristians venceren la resistència musulmana, trencant la muralla, i ocuparen i saquejaren la ciutat de Mallorca.
  - Crònica sarraïna Kitāb Tā’rīẖ Mayūrqa del segle xiii.
    - La crònica sarraïna Kitāb Tā’rīẖ Mayūrqa esmenta a una part del text quelcom que J.M. Dorado al seu llibre interpreta com la primera utilització documentada de la pólvora:[60]

| « | .."Després va ordenar calar foc al fustam que hi havia sota la muralla i en aquest mateix instant va aparèixer el senyal veritable de la seva existència i, de l'interior de la terra, va brotar volant el llampec, i amb tan gran brillantor que tot el que estava al seu voltant es va enfosquir. Al punt, la muralla va caure i juntament amb tres de les torres, i es van llançar els Rum (cristians) al combat, i els seus soldats, com ones excitadores, avançaven..." | » |

- 1271. Pèrdua cristiana del castell Krak dels Cavallers. L'orde de Sant Joan de Jerusalem o de l'Hospital va regir el castell del 1142 al 1271, data de la conquesta per part de Bàybars I, soldà dels mamelucs. Aquesta conquesta va suposar la fi de 129 anys d'invencibilitat del castell, així com de la possessió cristiana d'aquest.
- 1277. Passetto.
- 1279-1454? Castell Nou de Nàpols
- 1356 -1370. Muralla medieval de València.
  - Junta de murs i valls.[61]
- 1392. Francesc Eiximenis en el Dotzè del Crestià va tractar de setges i fortificacions.[62]
- 1402. Esmirna ocupada per l'exèrcit de Tamerlà.
  - Aquest és un cas interessant de setge i conquesta. A la ciutat d'Esmirna hi havia dos castells: un de cristià i un de musulmà.[63] Quan Tamerlà va atacar la ciutat, el comandant del castell era un català.[64][65][66]
- 1406-1420. Ciutat Prohibida.
- 1423. Saqueig de Marsella.[67]
- 1438-1534. Sacsayhuamán.
- 1438-1441. Alfons el Magnànim reestructurà les fortificacions de l'illa d'Ischia.
- c 1450. La Palissada anglesa a Irlanda.
- c 1450. La Gran Muralla Xinesa, iniciada en el segle iii aC, fou molt ampliada durant el segle xv.

### Any 1500
- 1530-1540. Traça italiana.
- 1552. El gran mestre de l'orde de Malta, Joan d'Homedes va ordenar el reforçament del fort de Sant Àngel a Birgu (avui Vittoriosa), després de la construcció de dos altres forts, el de Sant Miquel al promontori de Senglea i el de Sant Elm, al mont Sceberras (avui en dia, centre urbà de la Valetta), a peu de costa. Aquests dos forts es van construir en gairebé sis mesos l'any 1552, i els tres van demostrar ser d'una importància vital a l'hora de decantar el resultat del gran setge.
- 1565. Corridoio Vasariano. Aquest passatge cobert protegia els desplaçaments entre el Palazzo Vecchio i el Palazzo Pitti.
- 1574. Evacuació de La Goleta, fortificada l'any 1565.[68][69]
- 1586. Intramuros
  - En l'ocupació britànica de Manila, aquesta zona fortificada tingué un paper clau.
- 1594. La fortification demonstrée et reduicte en art. Jean Errard.[70]
- 1753. Inici de la construcció del castell de Sant Ferran de Figueres.
- 1790. Construcció de Fort Miró.[71]
- 1812. Manuel Lisa va construir el Fort Lisa (a Nebraska, prop del que després seria Omaha).
- 1854. Enderrocament de les muralles de Barcelona.
- 1862. USS Monitor. Vaixell cuirassat.

### Any 1900
- 1915. Batalla de Gal·lípoli
- 1928-1940. Línia Maginot.
- 1931. Vallo Alpino del Littorio
- 1942. Mur Atlàntic o Muralla de l'Atlàntic (Atlantikwall en alemany).

## Màquines i tècniques de setge
Les fortificacions reals presentaven i presenten una certa protecció contra les armes "convencionals" i lleugeres de cada època. Per la seva relació amb el tema principal es presenta a continuació una llista de màquines, de tècniques de setge i altres de caràcter similar.

### Màquines

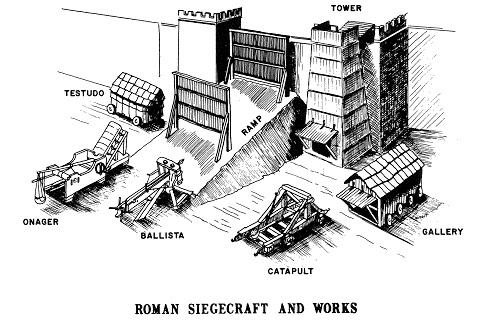
Màquines de setge romanes.

- Ariet
- Torre de setge
- Oxybolos
- Balista
- Catapulta
- Onagre (catapulta)
- Almanjanec
- Fonèvol
- Manganell
- Escala de setge

### Tècniques
- Minar la base d'un mur.
  - Cuniculus
  - Sistema de mina explosiva
- Guerra biològica
- Guerra psicològica
- Sorpresa
- Traïció
- Suborn